# Моссё
Мо́ссё (дат. Mossø, Mosse, Mo sio) — проточное озеро на холмисто-моренной равнине в Центральной Ютландии, Дания. Располагается на юго-западе коммуны Сканнерборг, вдаваясь западной оконечностью на территорию коммуны Хорсенс. Относится к бассейну реки Гудено. Четвёртое по величине среди пресноводных озёр страны и второе в Ютландии.
Название озера происходит от древнедатского слова *mo — «песчаная равнина».
Озеро находится на высоте 22,3 м над уровнем моря в туннельной долине на востоке срединной части полуострова Ютландия недалеко от Сканнерборга. Вытянуто в широтном направлении на 10 км. Площадью 16,5 км². Северо-западный берег низкий и заболоченный, является частью большой позднеледниковой долины Гудено. Южный берег круто поднимается до 70—100 м над уровнем моря, занят лесами и сельскохозяйственными угодьями. Западная часть озера по сравнению с восточной имеет относительно ровное дно и глубиной 4—6 м. Наибольшая глубина в 22 м достигается на востоке восточной половины акватории. Гомотермия в летний период приводит к высокому содержанию кислорода во всей водной толще. Прозрачность воды, измеренная в 2023 году, составила от 3 до 5 метров. Западную оконечность пересекает верхнее течение реки Гудено, впадающей в Раннерс-фьорд на западе Каттегата. Площадь водосборного бассейна — 624 км².
Входит в общеевропейскую сеть охраняемых природных территорий «Натура 2000».